# Dick Diamonde
Dingeman Adriaan Henry van der Sluijs (28 de diciembre de 1947-19 de septiembre de 2024), más conocido por su nombre artístico Dick Diamonde, fue un bajista neerlandés australiano. Fue uno de los miembros fundadores del grupo de rock de los años 60 The Easybeats. Diamonde, con el grupo, fue incluido en el Salón de la Fama de la ARIA en 2005.

## Biografía

### Primeros años
Dingeman Adriaan Henry van der Sluijs nació en 1947 en Hilversum, Países Bajos. Su padre es Harry van der Sluijs (también conocido como Vandersluys) y tiene una hermana menor. Diamonde emigró con su familia de los Países Bajos a Australia cuando tenía cuatro años. Diamonde se crio en el seno de una familia de Testigos de Jehová, viviendo en el suburbio de Villawood, cerca del albergue de inmigrantes de ese nombre.

### The Easybeats
Ampliamente considerado como el mejor grupo de pop australiano de mediados de la década de 1960, The Easybeats tuvo sus comienzos en el albergue para inmigrantes Villawood de Sídney. Los cinco miembros fundadores eran inmigrantes en Australia procedentes de Europa. A mediados de 1964, el grupo estaba formado por van der Sluys (rebautizado como Dick Diamonde) en el bajo, al que se unieron su compatriota Johannes van den Berg (conocido como Harry Vanda) en la guitarra solista y la voz, George Young, de Escocia, en la guitarra y la voz, y dos ingleses: el vocalista Stevie Wright (Yorkshire) y el batería Snowy Fleet (Liverpool).
En octubre de 1969, los Easybeats se habían disuelto y, según Young, Diamonde "se lo pasaba en grande simplemente siendo Dick". En ese mismo mes, su madre reflexionaba: "Ha abandonado la fe... Nunca le animamos a seguir esta vida. Como testigos de Jehová no creemos en la adoración de las criaturas... No está bien que los niños lo idolatren". En septiembre de 1986, Diamonde participó en una reunión de los Easybeats para una serie de conciertos que recorrieron las capitales australianas en los dos meses siguientes. Según Stuart Coupe, de The Canberra Times, Diamonde había estado "tocando con una serie de bandas de poca monta en la costa noreste". El grupo ingresó en el Salón de la Fama de la ARIA en 2005.

## Discografía[10]

### The Easybeats
- 1965: Easy
- 1967: Friday on My Mind
- 1967: Good Friday
- 1968: Falling off the Edge of the World
- 2002: Friday on My Mind/Falling off the Edge of the World

### Varios artistas
- 2002: Nuggets, Vol. 2: Original Artyfacts from the British Empire & Beyond